# ヴェレス
ヴェレス（Велес / Veles）は、北マケドニア共和国中部の町、およびそれを中心とした基礎自治体。ヴァルダル川沿いに位置している。

## 呼称
町の名前はスラヴ神話の神ヴェレスに由来している。第二次世界大戦の後、町はユーゴスラビアの指導者ヨシップ・ブロズ・チトーにちなんでティトフ・ヴェレス（Титов Велес / Titov Veles）と改称された。しかし、マケドニア共和国がユーゴスラビアからの独立を果たした後、「ティトフ」は市名から外された。ヴェレスの自動車のナンバープレートにはティトフ・ヴェレスを意味する「TV」が書かれていたが、2000年に「VE」に改められた。

## 歴史
ヴェレスにおける人の居住は1千年以上にわたる。古代には町はギリシャ語でヴィラゾラ（Βυλασωρα / Vilazora）と呼ばれ、パイオニア王国（Paionia）がこの地方を支配していた頃には、トラキア人の一派が居住していたほか、イリュリア人が居住していた可能性もある。バルカン戦争以前のオスマン帝国支配下では、ヴェレスはキョプリュリュ（Köprülü）と呼ばれ、コソボ州のユスキュブ（Üsküb、スコピエ）県に属する町（kaza）であった。.

## 特徴
文学と文化、歴史、伝統の町であり、多くの文化的遺産や古い聖堂が残されている。
ユーゴスラビア時代は工業の中心地帯として栄えており、多くの国有企業の工場が稼働していたが、ユーゴスラビア解体後は徐々に衰退。

### フェイクニュース産業
マケドニアの情報技術産業の中心地でもあるが、失業率の高まりとともに、アフィリエイト、ニュース転載サイト運営、医療情報まとめサイト運営などに手を染める若者が急増。2016年に『ガーディアン』や『バズフィード』の調査で、ヴェレスから主に米国の保守派向けの親トランプ的なフェイクニュースが発信されていることが判明し、「フェイクニュースの工場（Fake News Factory）」「フェイクニュースのハブ（Fake News Hub）」の異名を取る。
ノルウェーの報道写真家、ヨナス・ベンディクセンはヴェレス現地で取材した後、2021年に同市のフェイクニュース産業を主な対象とする写真集『The Book of Veles』を公開した。しかし、写真の中に出現した人物とクマなどの動物はほとんど実在しないものであり、解説文もAI技術によって作成されたものにもかかわらず、ベンディクセンによるネタバレまで多くの人は見破ることができなかった。

## 人口
2002年の国勢調査によると、ヴェレス基礎自治体（Општина Велес）の人口は55,340人である。1994年の調査では、56,571人であった。民族別の内訳は以下の通り:
- 46,767人（84.86%）マケドニア人
- 2,406人 （4.37%）ボシュニャク人
- 2,299人 （4.17%）アルバニア人
- 1,724人 （3.13%）トルコ人
- 800人 （1.45%）ロマ
- 540人 （0.98%）セルビア人
- 343人 （0.62%）アルーマニア人
- 229人 （0.42%）その他

## 姉妹都市
- スロボジア（ルーマニア）
- プーラ（クロアチア） - 友好提携都市として